# هراچیک وارطانیان
هراچیک یغیایی وارطانیان (ارمنی: Հրաչիկ Եղիշեի Վարդանյան؛  زادهٔ ۲۹ مهٔ ۱۹۲۹ - درگذشته تاریخ نامعلوم ) سیاست‌مدار، پزشک اهل ارمنستان بود.

## زندگی‌نامه
وی در ۲۹ مهٔ ۱۹۲۹ در کراسنودار به دنیا آمد. یغیشه وارطانیان پدر وی بود. وی از دانشگاه پزشکی دولتی ایروان فارغ‌التحصیل گشت. همچنین برندهٔ جوایزی همچون نشان پرچم سرخ کار، نشان برجسته افتخار و مدال به مناسبت یکصدمین سالگرد تولد ولادیمیر ایلیچ لنین شده است. تاریخ درگذشت وی نامعلوم است.

## یادداشت
1. ↑  բժշկական գիտությունների թեկնածու